# Foro romano di Milano
Il foro romano di Milano era il foro, ovvero la piazza principale, della città romana di Mediolanum (la moderna Milano). Realizzato nella prima metà del I secolo da Augusto, si estendeva per circa 160 metri in lunghezza e 55 in larghezza. Si trovava esattamente all'incrocio tra il decumano (identificato con le attuali corso di Porta Romana, via del Bollo, via Santa Maria Fulcorina e via Santa Maria della Porta) ed il cardo massimo (identificato con le attuali via Manzoni, via Santa Margherita e via Nerino). Come nei fori delle altre città romane, anche nel foro romano di Milano erano presenti importanti edifici pubblici come il Capitolium, la basilica, la curia, il macellum e le tabernae. Nei suoi pressi era presente la Zecca di Mediolanum.
Il foro romano di Milano fu sviluppato nei secoli, soprattutto in epoca severiana, quindi tra la fine del II secolo e l'inizio del III secolo, a testimonianza delle crescente importanza che stava assumendo Mediolanum. Il foro romano perse gradualmente importanza a favore di altre zone della città, come il quartiere del Palazzo imperiale romano di Milano e l'area intorno al Palazzo Arcivescovile, quando Mediolanum divenne capitale dell'Impero romano d'Occidente, ruolo che conservò dal 286 d.C. al 402 d.C., per poi decadere definitivamente venendo ridotto nelle dimensioni e spogliato degli arredi e delle decorazioni più preziose quando la città perse lo status di capitale.
Sue tracce archeologiche sono state trovate nei sotterranei della Biblioteca Ambrosiana, aperti e visitabili dal pubblico, e della chiesa di San Sepolcro, dove i resti sono visitabili su richiesta. Nel livello sotterraneo della Biblioteca Ambrosiana è possibile trovare i resti dell'antica pavimentazione di epoca augustea. La pavimentazione, ancora nella collocazione originaria, appare formata da grandi lastre rettangolari di marmo rosso di Verona aventi dimensioni irregolari. 
Intorno all'intero perimetro del foro sono stati anche scoperti i resti di una canaletta di pietra per lo scolo delle acque meteoriche, oltre a tracce di una gradinata di accesso alle botteghe che si doveva trovare sotto i portici laterali del foro. Nella cripta sotterranea della chiesa di San Sepolcro è invece possibile ammirare la pavimentazione in marmo rosso di Verona un tempo appartenente al foro e successivamente asportata per realizzare questo nuovo pavimento, che risale al 1030.

## Storia

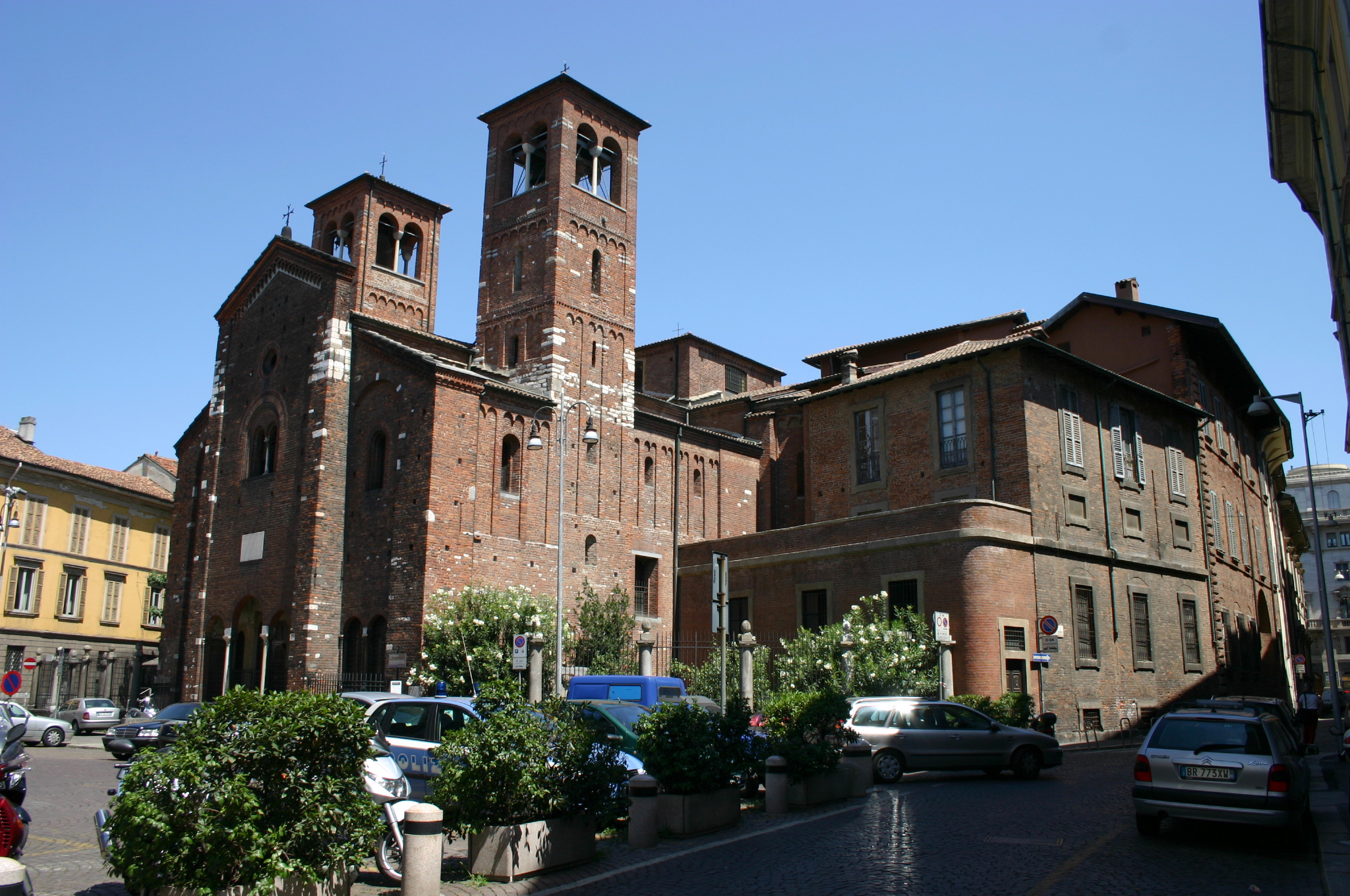
La moderna piazza San Sepolcro, dove era situato un tempo il foro romano di Milano

Il foro romano di Milano, ovvero la piazza principale della città in epoca romana, fu realizzato da Augusto nel I secolo inserito in una più ampia opera di costruzione di importanti edifici in muratura. Fu il secondo grande edificio costruito a Mediolanum (la moderna Milano) dagli antichi Romani dopo il teatro romano di Milano. Con questi lavori Augusto voleva rendere Mediolanum importante anche da un punto di vista urbanistico. 
Il centro cittadino romano, ora rappresentato dal foro, fu spostato di qualche centinaio di metri rispetto al centro cittadino celtico, che era invece rappresentato da un santuario: quest'ultimo sorgeva dove ora è presente piazza della Scala, mentre il foro era situato nei pressi della moderna piazza San Sepolcro.
Citato per la prima volta da Svetonio e Plutarco a cavallo tra il I secolo e il II secolo, che descrivono la presenza al suo centro di una statua bronzea raffigurante Lucio Giunio Bruto, fondatore della Repubblica romana e secondo la tradizione uno dei due primi consoli nel 509 a.C., il foro romano di Milano fu in seguito menzionato da Ausonio nel IV secolo, che cita però la Zecca di Mediolanum, edificio notoriamente situato nei pressi dei fori (nel caso di Milano, era situata a nord ovest del foro). 

Tipico castrum romano, ovvero l'accampamento nel quale risiedeva, in forma stabile o provvisoria, un'unità dell'esercito romano. 1) Principia; 2) Via Praetoria; 3) Via Principalis; 4) Porta Principalis Dextra; 5) Porta Praetoria (porta principale); 6) Porta Principalis Sinistra; 7) Porta Decumana. Quando un castrum si trasformava in un centro abitato, il principia, ovvero il quartier generale dell'accampamento, diveniva il foro, cioè la piazza dell'insediamento abitato, mentre la linea orizzontale si trasformava nel cardo e la linea verticale diventava il decumano, ovvero le due strade principali del centro abitato

Le notizie storiche antiche sul foro romano di Milano sono quindi assai scarse. La citazione del foro romano di Milano è invece spesso presente nelle cronache medievali, con i primi documenti di questa epoca menzionanti il foro che risalgono al 879. Sono invece stati assai frequenti i ritrovamenti archeologici nell'area dell'antico foro di Milano, soprattutto nel corso del XIX secolo, scavi che hanno consentito agli studiosi di ricostruire con una certa precisione le fattezze degli edifici e della piazza.
Il foro romano di Milano fu modificato nei secoli. Le modifiche più importanti furono compiute in epoca severiana, quindi tra la fine del II secolo e l'inizio del III secolo, a testimonianza delle crescente importanza che stava assumendo Mediolanum. L'intervento più importante effettuato in questo periodo fu la realizzazione di un ingresso al foro più monumentale nella forma di un arco più maestoso oppure di un grande fornice.
Con l'assunzione del titolo di capitale dell'Impero romano d'Occidente, ruolo che conservò dal 286 d.C. al 402 d.C., Mediolanum cambiò fisionomia urbanistica, con il foro romano che perse gradualmente importanza a favore di altre zone della città, come il quartiere del Palazzo imperiale romano di Milano e l'area intorno al Palazzo Arcivescovile, dove vennero trasferiti molti degli edifici pubblici un tempo presenti nel foro. Al loro posto, nel foro, vennero costruiti palazzi privati. La decadenza definitiva del foro romano di Milano avvenne dopo che Mediolanum perse lo status di capitale dell'Impero romano d'Occidente, con la piazza che fu ridimensionata nelle dimensioni e con la spoliazione degli arredi e delle decorazioni più preziose degli edifici pubblici che si affacciavano sulla piazza.

## Il foro

L'antica città romana (Mediolanum) sovrapposta alla Milano moderna. Il rettangolo più chiaro al centro, leggermente sulla destra, è l'odierna piazza del Duomo, mentre il Castello Sforzesco si trova in alto a sinistra, appena fuori dal tracciato delle mura romane. Al centro, in rosso salmone, il foro; in verde il quartiere del palazzo imperiale.

Il foro si estendeva per circa 160 metri in lunghezza e 55 in larghezza (di forma rettangolare allungata, con una proporzione di circa 1:3), affiancato sui lati lunghi da due ali di portico colonnato e sovrastato probabilmente, come nel foro romano di Brescia, da una lunga balaustra marmorea ornata di statue. Il foro romano di Milano si estendeva, inoltre, al di sotto delle attuali vie dell'Ambrosiana, piazza San Sepolcro, via Cardinale Federico, piazza Pio XI e parte di via Moneta (quest'ultimo toponimo indica l'antica presenza, nei suoi pressi, della Zecca di Mediolanum).
Al centro del foro romano di Milano, come già accennato, era presente una statua bronzea raffigurante Lucio Giunio Bruto. Le fattezze architettoniche del foro erano simili a quelle di molti fori romani che si trovavano all'epoca nell'Italia romana e nelle Gallie, tipologia architettonica menzionata e accuratamente raccontata da Vitruvio. In particolare, il foro romano di Milano era molto somigliante, da un punto di vista architettonico, al foro romano di Brescia, al foro di Pompei e al foro di Verona. 
Il foro romano di Milano si trovava esattamente all'incrocio tra il decumano (identificato con le attuali corso di Porta Romana, via del Bollo, via Santa Maria Fulcorina e via Santa Maria della Porta) ed il cardo massimo (identificato con le attuali via Manzoni, via Santa Margherita e via Nerino). Su entrambi i lati della piazza del foro si aprivano delle tabernae (simili alle moderne botteghe). Sul lato occidentale del Foro si affacciava probabilmente la Zecca imperiale di Mediolanum dell'epoca di Gallieno e poi di Massimiano (rimasta attiva fino all'epoca ducale, quando fu sostituita, nel 1474, dalla Zecca di Milano). 
Sul lato orientale del foro vi era invece il macellum, ovvero il mercato. In fondo alla piazza, al centro del suo lato più settentrionale (lungo la moderna via Cantù), era presente il Capitolium (anche se al momento manca la conferma del dato archeologico; forse appartenevano al Capitolium del foro di Milano alcuni capitelli di ordine corinzio trovati durante alcuni scavi), vale a dire il tempio che nelle città romane era dedicato alle tre principali divinità dell'Olimpo latino: Giove, Giunone e Minerva, che erano chiamate, nel complesso, la "Triade Capitolina". Il Capitolium era così chiamato dal nome del luogo in cui a Roma si trovava il primo tempio ad esse dedicato (il Campidoglio, in latino Capitolium). Ai lati del Capitolium del foro romano di Milano si suppone vi fossero anche una basilica, dove si esercitava l'attività amministrativo-giuridica del senato cittadino, e la curia, paragonabile oggi al moderno municipio di un comune.
Il Capitolium diede poi forma alla toponomastica della Mediolanum dell'epoca, quando la città divenne capitale dell'Impero d'Occidente: dato che nel gruppo scultoreo principale del Capitolium Giove era seduto al centro, con Minerva alla sua destra e Giunone a sinistra, fu deciso di destinare il castello difensivo nord occidentale, che si trovava alla destra del Capitolium, alla funzione di Castra Praetoria, ovvero a sede dei pretoriani, che erano un reparto militare che svolgeva compiti di guardia del corpo dell'imperatore (Minerva è infatti anche la dea della lealtà durante la lotta): la porta verso cui si accedeva a questo castello (che era esterno alle mura cittadine come gli altri tre) fu poi chiamata Porta Giovia. 
La via Porticata, che era situata alla sinistra della statua di Giove e che rivestiva il ruolo di "via trionfale" della città, fu costruita lungo l'ultimo tratto della strada proveniente da Roma, la via Emilia, fuori quindi dalle mura cittadine: Giunone, la cui statua si trovava alla sinistra della figura di Giove, era infatti la dea legata al ciclo lunare dei primitivi popoli italici.

## Ricostruzione grafica del foro romano di Milano

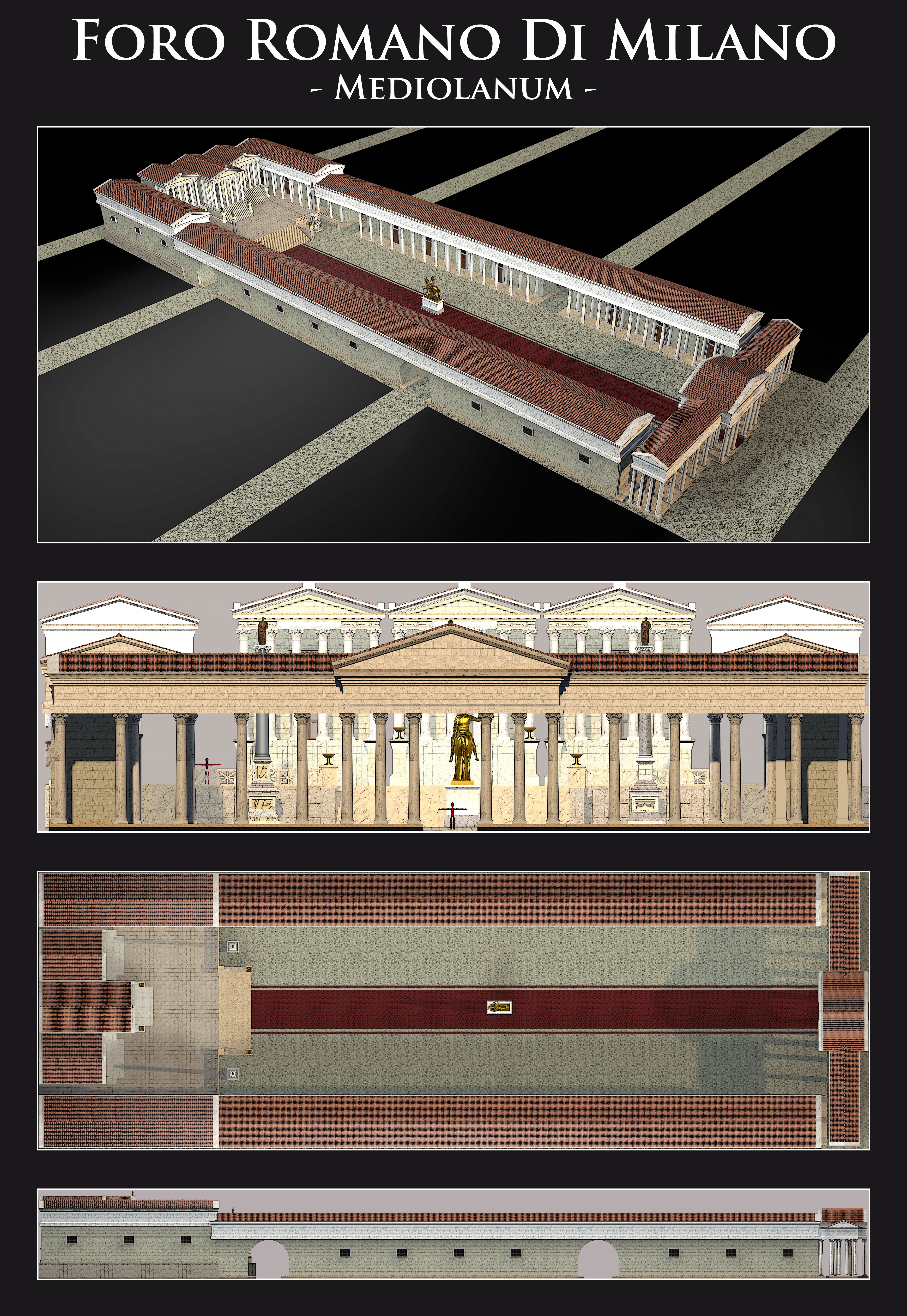
Ricostruzione grafica del foro romano di Milano (Mediolanum)

## Resti

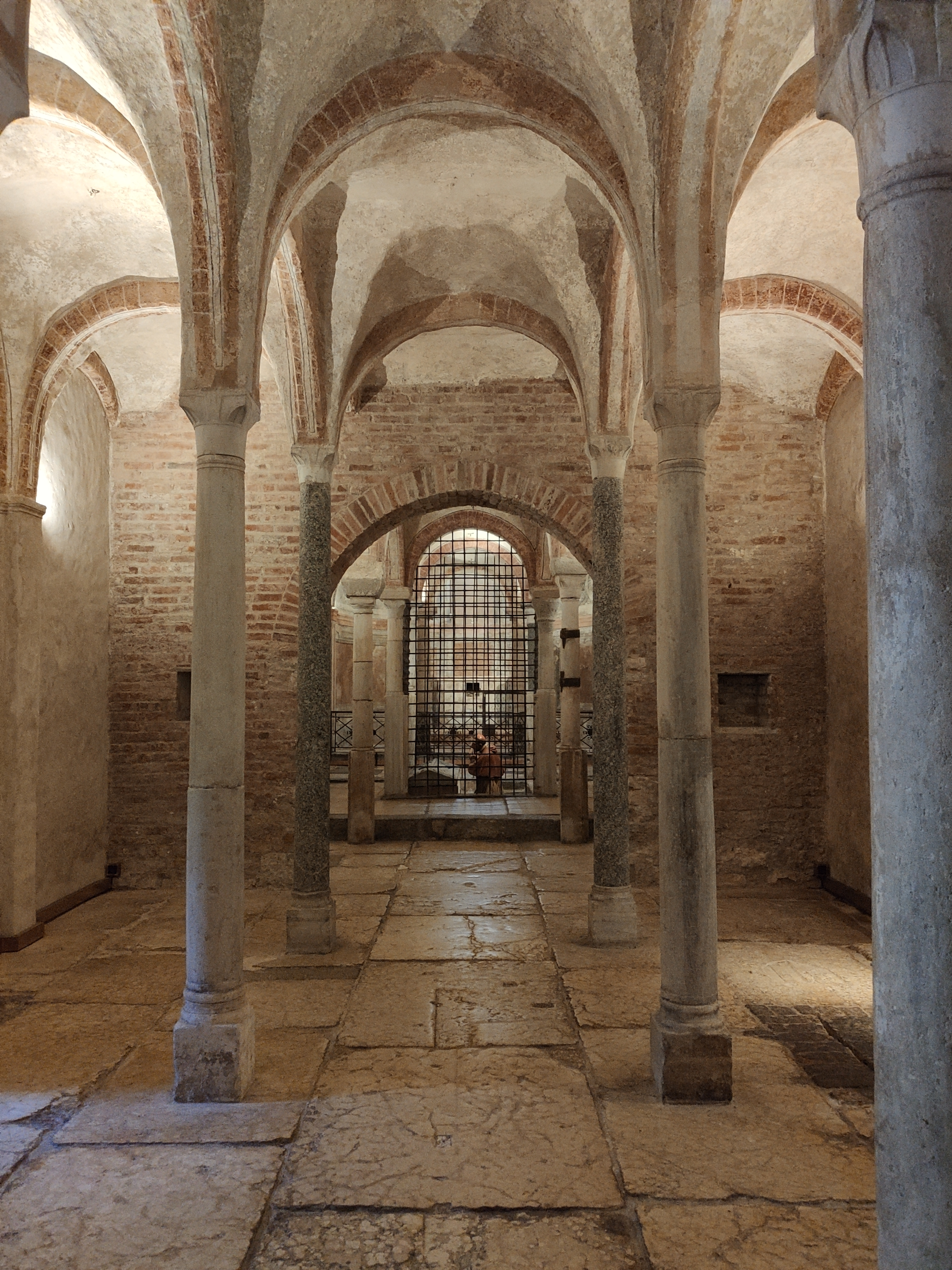
cripta di San Sepolcro, la cui pavimentazione in grandi lastre di pietra bianca ‘di Verona’, proviene dal lastricato del foro romano di Milano

Sue tracce archeologiche sono state trovate nei sotterranei della Biblioteca Ambrosiana, aperti e visitabili dal pubblico, e della chiesa di San Sepolcro, dove i resti sono visitabili su richiesta. Nel livello sotterraneo della Biblioteca Ambrosiana è possibile trovare ancora i resti dell'antica pavimentazione del foro di epoca augustea. 
Questa pavimentazione, ancora nella collocazione originaria, appare formata da grandi lastre rettangolari di marmo rosso di Verona aventi dimensioni irregolari. Esse hanno infatti ancora la sagomatura originale, che un tempo accompagnava il profilo degli edifici ad esse adiacenti. Si sono anche conservati alcuni gradini che davano accesso alle botteghe, che si trovavano sotto i portici del foro, e i resti di una canaletta in pietra di scarico delle acque meteoriche. 
Dei citati interventi al foro in epoca severiana sono state trovate poche testimonianze archeologiche, la più importante delle quali è un protome raffigurante Medusa e Giove Ammone. Nella cripta sotterranea della chiesa di San Sepolcro è invece possibile ammirare la pavimentazione in marmo rosso di Verona un tempo appartenente al foro e successivamente asportata per realizzare questo nuovo pavimento, che risale al 1030.

## Mappa dettagliata di Mediolanum

Mappa dell'antica Milano romana (Mediolanum) (secoli III-V) con indicate le mura e le porte romane di Milano, il foro romano di Milano, il teatro romano di Milano, l'anfiteatro romano di Milano, il circo romano di Milano, l'area del palazzo imperiale romano di Milano (in rosa più tenue), la zecca romana di Milano, le terme Erculee, il mausoleo imperiale di Milano, la via Porticata con l'arco trionfale, i magazzini annonari romani di Milano (lat. horrea), il porto fluviale romano di Milano, i castelli romani di Milano e le basiliche paleocristiane di Milano